# Чернівецький повіт
Черніве́цький повіт  (нім. Bezirk Czernowitz)— адміністративна одиниця у складі Буковинського округу (1786-1849) та Герцогства Буковина (1849-1918). Адміністративний центр — Чернівці.

## Розташування
Чернівецький повіт знаходився на сході Герцогства Буковина. Його східні межі збігалися з австрійсько—російським кордоном, за яким знаходився Хотинський повіт Бесарабської губернії. Південно-східні межі збігалися з австрійсько—румунським кордоном, за яким знаходився жудець Дорохой.

На заході Чернівецький повіт межував з Кіцманським, Вашківецьким і Сторожинецьким повітами, на півночі — із Заставнівським, на півдні — з Серетським.

## За часів Габсбурзької монархії
Після приєднання західної Буковини до Габсбурзької монархії (1774) було утворено тимчасову військову адміністративну одиницю — Чернівецький генералат.

У 1775 році його було реорганізовано у Дистрикт Буковина, що складався з з Чернівецького (110 населених пунктів, розподідених на 7 околів) та Сучавського (133 населених пунктів, розподідених на 7 околів) дистриктів.

Після приєднання (1786) краю до Королівства Галичини та Володимирії у статусі Буковинського округу, Чернівецький дистрикт було розділено на: Чернівецький та Вижницький дистрикти.

1 серпня 1794 року дистрикт Чернівці було реорганізовано в Чернівецький повіт, який складався з 12 околів по 10 громад.

### Адміністративна одиниця Герцогства Буковина
У 1849 Буковинському округу було надано статус коронного краю.

Після адміністративної реформи 1850 року Чернівецький повіт у значно менших ромірах (відокремили Заставнівський та Кіцманський повіти) став одним з 15 повітів Герцогства Буковина, а після реформи 1865—1867 років — одним з 11.

Станом на 1868 рік Чернівецький повіт складався з населених пунктів судових повітів Садгора (налічував 37 356 мешканців, площа 7,96 миль) і Чернівці (налічував 29 619 мешканців, площа 7,79 миль).. 1 лютого 1904 року з судового повіту Садгора був виокремлений судовий повіт Боян, який складався лише з 7 гмін (самоврядних громад).

В Чернівецькому повіті в 1869 році проживало 74 367 осіб, до 1900 року чисельність населення зросла до 99 438 осіб. Серед населення в 1900 р. було 58 378 русинів-українців (58,7 %), 13 395 осіб розмовляли німецькою (13,5 %), 23 184 румунською (23,3 %) та 3 325 іншою мовою (3,3 %). Повіт у 1900 р. займав площу 876,05 км², включав два судові округи з 42 муніципалітетами та 24 фільварками.

Повіт за переписом 1910 року налічував 43 населені пункти, об'єднані у 42 гміни (самоврядні громади). Площа повіту становила 874 км², проживало 104 016 осіб. За віросповіданням: 6 884 римо-католики, 3 817 греко-католиків, 29 вірмено-католиків, 82 088 православні, 1 вірменської православної церкви, 273 лютеранів, 1 кальвініст, 8 липованів і 10 914 юдеїв. За національністю: 12 924 німці, 118 чехів-моравців-словаків, 3 565 поляків, 57 136 українців, 29 563 румуни і 710 чужоземців. Щодо чисельності румунського населення 1910 року історики зауважили його завищення внаслідок «значної фальсифікації перепису 1910 року» румунською владою.
| Рік  | Жителі  | Німецькомовні | Україномовні | Румунськомовні | Інші мови |
| ---- | ------- | ------------- | ------------ | -------------- | --------- |
| 1869 | 74.367  |               |              |                |           |
| 1880 | 80.997  | 10.564        | 51.839       | 16.101         | 2.184     |
| 1890 | 91.237  | 12.984        | 55.162       | 19.918         | 2.781     |
| 1900 | 99.438  | 13.395        | 58.378       | 23.184         | 3.325     |
| 1910 | 104.016 | 12.924        | 57.136       | 29.563         | 4.393     |

## Самоврядні громади на 1910 рік[6]
Судовий повіт Боян
- м-ко Боян
- Ґоґолина
- Кут Остриця
- Легучени Тевтула
- Магала
- Новоселиця
- Раранче Слободзія

Судовий повіт Чернівці
- Мамаївці Старі
- Чагор
- Каменна
- Кичера
- Коровія
- Кут Баїнський
- Кучурів Великий
- Людигореча
- Лукавиця
- Маморниця
- Михальче
- Молодія
- Мамаївці Нові
- Остриця
- Ревна (складається з Бурдеї і Ревна)
- Стрілецький Кут
- Волока
- Журин

Судовий повіт Садгора
- Жучка Стара
- Біла
- Буда
- Ленківці Камеральні
- Чорнівка
- Добринівці
- Жучка Нова
- Ширівці Горішні
- Ленківці Приватні
- Раранче
- Рогізна
- Садгора
- Шубранець
- Топорівці
- Ширівці Долішні (Слобідка)
- Васлівці
- Задубрівка

## Перша світова війна
Під час Першої світової війни територія повіту неодноразово займалася російськими військами. Протягом цього часу повітом керував призначений окупаційною владою намісник («начальник уезда»).

## Після падіння Австро-Угорщини

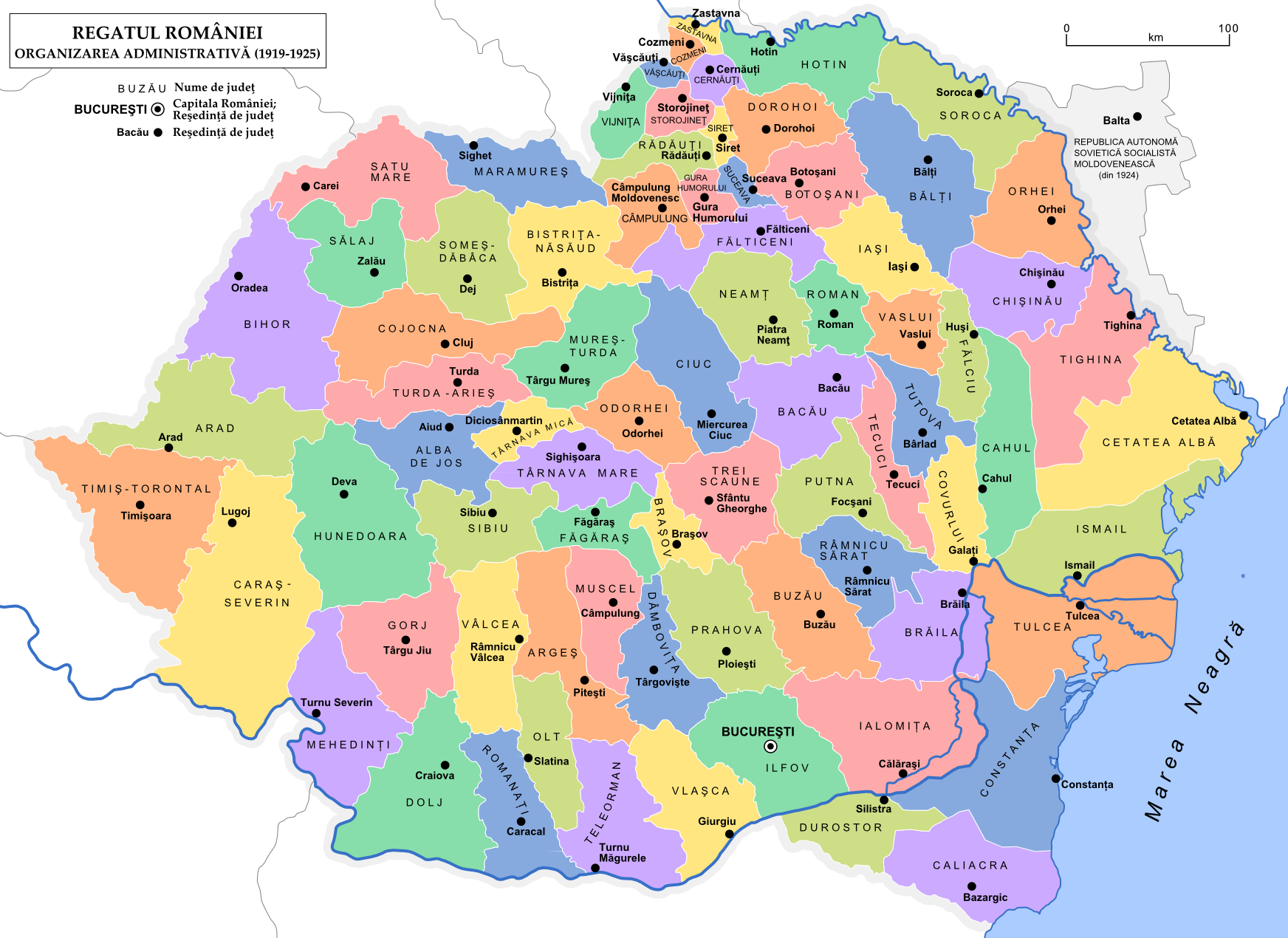
Адміністративно-територіальний поділ Королівства Румунія (1919-1925)

3 листопада 1918 року у Чернівцях відбулось, організоване Українським Крайовим Комітетом Буковини, велелюдне (понад 10 тисяч учасників) Буковинське віче, що ухвалило рішення про возз'єднання Північної Буковини із ЗУНР та подальшу злуку з УНР у соборну Україну.

6 листопада 1918-го року останній Буковинський крайовий президент граф Йозеф фон Ездорф офіційно передав владу у повітах де переважна більшість мешканців становили русини (зокрема Чернівецькому) представнику УНРади Омеляну Поповичу.

Передбачалося збереження Чернівецького повіту у складі утвореного Чернівецького округу ЗУНР.

Однак Румунське королівство, спираючись на шовіністичні кола серед лідерів місцевої румунської громади, скориставшись відведенням українських військових частин на польський фронт, розпочала військову операцію, підсумком якої стала анексія всієї території краю.

З 1919 року Чернівецький повіт було реорганізовано в жудець Чернівці, який (як й інші повіти) до 1925 року зберігався у тих самих межах.

Відповідно до закону від 14 червня 1925 р., жудець Чернівці був розширений за рахунок жудеців: Заставна та Кіцмань (до 1919 - Заставнівський та Кіцманський повіти). 